# Dunavecsei járás
A Dunavecsei járás az 1950-es megyerendezésig Pest-Pilis-Solt-Kiskun vármegyéhez, azután pedig Bács-Kiskun megyéhez tartozó járás volt Magyarországon, székhelye Dunavecse volt. Ezen a néven 1898-tól működött az addigi Solti felső járás helyébe lépve, melynek állandó székhelye már 1886 óta Dunavecse volt, és 1970-ben szűnt meg, amikor területét felosztották a Kalocsai és a Kecskeméti járás között.

## Története
A Dunavecsei járás elődje a 19. század közepén az addigi Solti járás feldarabolásával létrejött Solti felső járás volt. Ennek 1886-tól, amikor törvény alapján a vármegyéknek állandó járási székhelyeket kellett kijelölniük, Dunavecse volt a székhelye.
1924-ben a járás határait kis mértékben módosították, a közlekedési infrastruktúra fejlődésével összhangban három legészakibb községét könnyebben megközelíthető székhelyekhez osztották be.
Az 1950-es megyerendezés során a Dunavecsei járás Bács-Kiskun megyéhez került, az ezt követő járásrendezés nem érintette határait.
1956-ban a megszűnő Kunszentmiklósi járás községeit egy kivételével ide csatolták, egyidejűleg viszont a két legdélebbi községet innen a Kalocsai járáshoz csatolták, melynek székhelye jobban elérhető volt azokból. Ezzel különös képződmény jött létre másfél évtizedre, amely a korábban közös közigazgatási egységbe soha nem foglalt Duna-menti és kiskunsági településeket vont közös igazgatás alá, és amelynek Dunavecse nem vált valódi központjává, mivel Kunszentmiklós jelentősebb hely volt nála mind népességét, mind vonzását tekintve. Az 1990-es évektől kialakult kistérségi rendszerben a két település egy kistérségbe tartozik, de a központ szerepét ma Kunszentmiklós tölti be.
A Dunavecsei járás megszűnésére 1970. június 30-ával került sor, amikor területét felosztották a Kalocsai és a Kecskeméti járás között. Előbbihez a Duna mentén fekvő községek, utóbbihoz a történelmi Kiskunsághoz tartozók kerültek.

## Községei
Az alábbi táblázat felsorolja a Dunavecsei járáshoz tartozott községeket, bemutatva, hogy mikor tartoztak ide, és hogy hova tartoztak megelőzően, illetve később. Az utolsó oszlop a települések 2010 elején érvényes kistérségi beosztását tünteti fel.
| Község           | Mikortól | Honnan                    | Meddig | Hova                     | Kistérség, 2010. |
| ---------------- | -------- | ------------------------- | ------ | ------------------------ | ---------------- |
| Apostag          | 1898     | Solti felső járásból      | 1970   | Kalocsai járáshoz        | Kunszentmiklósi  |
| Dab              | 1898     | Solti felső járásból      | 1924   | Ráckevei járáshoz        | Ráckevei         |
| Dömsöd           | 1898     | Solti felső járásból      | 1924   | Ráckevei járáshoz        | Ráckevei         |
| Dunaegyháza      | 1898     | Solti felső járásból      | 1970   | Kalocsai járáshoz        | Kunszentmiklósi  |
| Dunapataj        | 1898     | Solti felső járásból      | 1956   | Kalocsai járáshoz        | Kalocsai         |
| Dunatetétlen     | 1947     | (Harta határából alakult) | 1970   | Kalocsai járáshoz        | Kalocsai         |
| Dunavecse        | 1898     | Solti felső járásból      | 1970   | Kalocsai járáshoz        | Kunszentmiklósi  |
| Harta            | 1898     | Solti felső járásból      | 1970   | Kalocsai járáshoz        | Kalocsai         |
| Kunadacs         | 1956     | Kunszentmiklósi járásból  | 1970   | Kecskeméti járáshoz      | Kunszentmiklósi  |
| Kunpeszér        | 1956     | Kunszentmiklósi járásból  | 1970   | Kecskeméti járáshoz      | Kunszentmiklósi  |
| Kunszentmiklós   | 1956     | Kunszentmiklósi járásból  | 1970   | Kecskeméti járáshoz      | Kunszentmiklósi  |
| Ordas            | 1898     | Solti felső járásból      | 1956   | Kalocsai járáshoz        | Kalocsai         |
| Solt             | 1898     | Solti felső járásból      | 1970   | Kalocsai járáshoz        | Kalocsai         |
| Szabadszállás    | 1956     | Kunszentmiklósi járásból  | 1970   | Kecskeméti járáshoz      | Kunszentmiklósi  |
| Szalkszentmárton | 1898     | Solti felső járásból      | 1970   | Kalocsai járáshoz        | Kunszentmiklósi  |
| Tass             | 1898     | Solti felső járásból      | 1924   | Kunszentmiklósi járáshoz | Kunszentmiklósi  |
| Tass             | 1956     | Kunszentmiklósi járásból  | 1970   | Kalocsai járáshoz        | Kunszentmiklósi  |
| Újsolt           | 1950     | (Solt határából alakult)  | 1970   | Kalocsai járáshoz        | Kunszentmiklósi  |

1. ↑  Dömsöd része 1938 óta

## Területe és népessége
Az alábbi táblázat a Dunavecsei járás területének és népességének változását mutatja be. Az egyes sorok a járás területi változásait mutatják be, az első rovatban megjelölve, mely időszakban érvényes terület adatai találhatók az adott sorban. A következő rovat a járás területnagyságát mutatja az adott időszakban. A további rovatok az adott időszakban érvényes határok között az oszlopfejlécben jelzett népszámlálás adatai szerint talált népességszámot adják meg ezer főre kerekítve.
Az eltérő színezéssel kijelölt adatok mutatják meg az egyes népszámlálásokkor érvényes közigazgatási beosztásnak megfelelő adatokat.
| Területi beosztás | Terület  | 1890-ben | 1900-ban | 1910-ben | 1920-ban | 1930-ban | 1941-ben | 1949-ben | 1960-ban | 1970-ben | 2001-ben |
| ----------------- | -------- | -------- | -------- | -------- | -------- | -------- | -------- | -------- | -------- | -------- | -------- |
| 1898–1924 között  | 854 km²  | 38       | 38       | 40       | 41       | 42       | 42       | 45       | 44       | 39       | 37       |
| 1924–1956 között  | 636 km²  | 30       | 30       | 32       | 33       | 33       | 34       | 36       | 34       | 30       | 27       |
| 1956–1970 között  | 1108 km² | 41       | 43       | 46       | 47       | 48       | 48       | 52       | 51       | 46       | 44       |

## Lásd még
- Kalocsai kistérség
- Kunszentmiklósi kistérség